# Кураченков
Кураченков (біл. Курачэнкаў) — колишнє селище в Оздзелинській сільраді Гомельського району Гомельської області Білорусі.

## Географія

### Розташування
У 14 км від залізничної станції Лазурна (на лінії Жлобин — Гомель). 21 км на північний захід від Гомеля.

## Гідрографія
На півдні меліоративний канал, з'єднаний з річкою Беличанка (притока річки Уза).

## Транспортна мережа
Будівлі дерев'яні садибного типу.

## Історія
Засноване на початку 1920-х років переселенцями з сусідніх сіл на колишніх поміщицьких землях. У 1931 році жителі вступили в колгосп. У 1959 році в складі колгоспу імені С. М. Кірова (центр — село Оздзелино).
24 вересня 2013 року Гомельська районна рада депутатів скасувала селище Кураченков згідно з рішенням Гомельської районної ради 258 24.09.2013 «Об упразднении поселка Кураченков Азделинского сельсовета Гомельского района».

## Населення

### Чисельність
- 2004 — 1 господарство, 1 житель.